# GO! Sei du selbst
GO! Sei du selbst (Originaltitel: GO! Vive a tu manera) ist eine argentinische Jugendserie, die von OnceLoops Media und Kuarzo Entertainment Argentina für Netflix umgesetzt wurde. Am 22. Februar 2019 wurde die Serie weltweit auf Netflix veröffentlicht. Die zweite und finale Staffel der Jugendserie wurde am 21. Juni 2019 zu Netflix hinzugefügt.

## Handlung
Mía Cáceres ist eine musikbegabte Teenagerin, die bei ihrer Patentante lebt, da ihre Mutter verstorben ist und sie ihren Vater nie kennengelernt hat. Sie erhält ein Stipendium für die Saint Mary Academy, eine Schule, die für ihre prestigeträchtigen Workshops für Darstellende Künste und ihre Schüler aus gut situierten Hause bekannt ist. Mía versucht sich an die neue Umgebung und an die damit einhergehenden Anforderungen zu gewöhnen, doch sie gerät mit Lupe Achával, der Tochter des Besitzers der Schule und der Direktorin der Saint Mary, aneinander. Lupe ist die talentierteste sowie beliebteste Schülerin der Akademie und lässt sich diesen Platz von niemanden streitig machen. Zusammen mit ihren beiden neuen Freunden Zoe und Simón möchte Mía sich gegen die harte Konkurrenz durchsetzen. Mía beginnt eine Beziehung zu Álvaro aufzubauen, dem Starspieler des Basketballteams der Akademie, und zugleich der Bruder von Lupe. Und als wäre das alle nicht schon genug, bricht für Mía eine Reise in die Vergangenheit an, um die wahren Geschehnisse rund um ihre Familie aufzudecken. Dabei kommt sie auf ein großes Geheimnis ihrer Mutter und den Zusammenhang mit Ramiro Achával.

## Besetzung und Synchronisation
Die deutschsprachige Synchronisation entstand nach den Dialogbüchern von Matthias Müntefering und Andrea Mayer sowie unter der Dialogregie von Tatjana Kopp und Gordon Rijnders durch die Synchronfirma RRP Media in Berlin.
| Rolle                  | Schauspieler          | Synchronsprecher  |
| ---------------------- | --------------------- | ----------------- |
| Mía Cáceres            | Pilar Pascual         | Jennifer Weiß     |
| Lupe Achával           | Renata Toscano Bruzón | Sarah Tkotsch     |
| Álvaro Paz             | José Giménez Zapiola  | Björn Bonn        |
| Juanma Portolesi       | Santiago Sáez         | Nicolás Artajo    |
| Ramiro Achával         | Gastón Ricaud         | Sven Gerhardt     |
| Mercedes Taylor        | Laura Azcurra         | Alexandra Wilcke  |
| Gaspar Fontán          | Axel Muñiz            | Sebastian Fitzner |
| Zoe Caletián           | Carmela Barsamian     | Anna Gamburg      |
| Simón                  | Paulo Sánchez Lima    | Vincent Borko     |
| Agustina „Agus“ Goméz  | María José Cardozo    | Victoria Frenz    |
| Sofía „Sofí“           | María José Chicar     | Laura Elßel       |
| Martín Beltrán         | Bautista Lena         | Florian Clyde     |
| Tobias                 | Manuel Ramos          | Nico Wiek         |
| Nicolás „Nico“ Ferrari | Daniel Rosado         | Paul-Lino Krenz   |
| Federico „Fede“ Nacas  | Simón Hempe           | Julian Mau        |
| Lola                   | Carolina Domenech     | Julia Turkali     |
| Olivia Andrade         | Antonella Carabelli   | Magdalena Höfner  |
| Martina                | Ana Paula Pérez       | Betty Förster     |
| Mara Mucci             | Agustina Mindlin      | Vivien Gilbert    |

## Spezial
Am 15. November 2019 wurde ein 60-minütiges Spezial zur Serie unter dem Titel GO! Eine unvergessliche Party auf Netflix veröffentlicht. Dieses knüpft an die Handlung der zweiten Staffel an.

## Episodenliste

### Staffel 1
| Nr. (ges.)                                                                            | Nr. (St.) | Deutscher Titel | Originaltitel | Regie                               | Drehbuch                                                  |
| ------------------------------------------------------------------------------------- | --------- | --------------- | ------------- | ----------------------------------- | --------------------------------------------------------- |
| 1                                                                                     | 1         | Folge 1         | Episodio 1    | Mauro Scandolari & Estela Cristiani | Sebastián Mellino, Sebastián Parrota & Patricia Maldonado |
| 2                                                                                     | 2         | Folge 2         | Episodio 2    | Mauro Scandolari & Estela Cristiani | Sebastián Mellino, Sebastián Parrota & Patricia Maldonado |
| 3                                                                                     | 3         | Folge 3         | Episodio 3    | Mauro Scandolari & Estela Cristiani | Sebastián Mellino, Sebastián Parrota & Patricia Maldonado |
| 4                                                                                     | 4         | Folge 4         | Episodio 4    | Mauro Scandolari & Estela Cristiani | Sebastián Mellino, Sebastián Parrota & Patricia Maldonado |
| 5                                                                                     | 5         | Folge 5         | Episodio 5    | Mauro Scandolari & Estela Cristiani | Sebastián Mellino, Sebastián Parrota & Patricia Maldonado |
| 6                                                                                     | 6         | Folge 6         | Episodio 6    | Mauro Scandolari & Estela Cristiani | Sebastián Mellino, Sebastián Parrota & Patricia Maldonado |
| 7                                                                                     | 7         | Folge 7         | Episodio 7    | Mauro Scandolari & Estela Cristiani | Sebastián Mellino, Sebastián Parrota & Patricia Maldonado |
| 8                                                                                     | 8         | Folge 8         | Episodio 8    | Mauro Scandolari & Estela Cristiani | Sebastián Mellino, Sebastián Parrota & Patricia Maldonado |
| 9                                                                                     | 9         | Folge 9         | Episodio 9    | Mauro Scandolari & Estela Cristiani | Sebastián Mellino, Sebastián Parrota & Patricia Maldonado |
| 10                                                                                    | 10        | Folge 10        | Episodio 10   | Mauro Scandolari & Estela Cristiani | Sebastián Mellino, Sebastián Parrota & Patricia Maldonado |
| 11                                                                                    | 11        | Folge 11        | Episodio 11   | Mauro Scandolari & Estela Cristiani | Sebastián Mellino, Sebastián Parrota & Patricia Maldonado |
| 12                                                                                    | 12        | Folge 12        | Episodio 12   | Mauro Scandolari & Estela Cristiani | Sebastián Mellino, Sebastián Parrota & Patricia Maldonado |
| 13                                                                                    | 13        | Folge 13        | Episodio 13   | Mauro Scandolari & Estela Cristiani | Sebastián Mellino, Sebastián Parrota & Patricia Maldonado |
| 14                                                                                    | 14        | Folge 14        | Episodio 14   | Mauro Scandolari & Estela Cristiani | Sebastián Mellino, Sebastián Parrota & Patricia Maldonado |
| 15                                                                                    | 15        | Folge 15        | Episodio 15   | Mauro Scandolari & Estela Cristiani | Sebastián Mellino, Sebastián Parrota & Patricia Maldonado |
| Am 22. Februar 2019 wurden alle Folgen der ersten Staffel bei Netflix veröffentlicht. |           |                 |               |                                     |                                                           |

### Staffel 2
| Nr. (ges.)                                                                                      | Nr. (St.) | Deutscher Titel | Originaltitel | Regie                               | Drehbuch                                                  |
| ----------------------------------------------------------------------------------------------- | --------- | --------------- | ------------- | ----------------------------------- | --------------------------------------------------------- |
| 16                                                                                              | 1         | Folge 1         | Episodio 1    | Mauro Scandolari & Estela Cristiani | Sebastián Mellino, Sebastián Parrota & Patricia Maldonado |
| 17                                                                                              | 2         | Folge 2         | Episodio 2    | Mauro Scandolari & Estela Cristiani | Sebastián Mellino, Sebastián Parrota & Patricia Maldonado |
| 18                                                                                              | 3         | Folge 3         | Episodio 3    | Mauro Scandolari & Estela Cristiani | Sebastián Mellino, Sebastián Parrota & Patricia Maldonado |
| 19                                                                                              | 4         | Folge 4         | Episodio 4    | Mauro Scandolari & Estela Cristiani | Sebastián Mellino, Sebastián Parrota & Patricia Maldonado |
| 20                                                                                              | 5         | Folge 5         | Episodio 5    | Mauro Scandolari & Estela Cristiani | Sebastián Mellino, Sebastián Parrota & Patricia Maldonado |
| 21                                                                                              | 6         | Folge 6         | Episodio 6    | Mauro Scandolari & Estela Cristiani | Sebastián Mellino, Sebastián Parrota & Patricia Maldonado |
| 22                                                                                              | 7         | Folge 7         | Episodio 7    | Mauro Scandolari & Estela Cristiani | Sebastián Mellino, Sebastián Parrota & Patricia Maldonado |
| 23                                                                                              | 8         | Folge 8         | Episodio 8    | Mauro Scandolari & Estela Cristiani | Sebastián Mellino, Sebastián Parrota & Patricia Maldonado |
| 24                                                                                              | 9         | Folge 9         | Episodio 9    | Mauro Scandolari & Estela Cristiani | Sebastián Mellino, Sebastián Parrota & Patricia Maldonado |
| 25                                                                                              | 10        | Folge 10        | Episodio 10   | Mauro Scandolari & Estela Cristiani | Sebastián Mellino, Sebastián Parrota & Patricia Maldonado |
| 26                                                                                              | 11        | Folge 11        | Episodio 11   | Mauro Scandolari & Estela Cristiani | Sebastián Mellino, Sebastián Parrota & Patricia Maldonado |
| 27                                                                                              | 12        | Folge 12        | Episodio 12   | Mauro Scandolari & Estela Cristiani | Sebastián Mellino, Sebastián Parrota & Patricia Maldonado |
| 28                                                                                              | 13        | Folge 13        | Episodio 13   | Mauro Scandolari & Estela Cristiani | Sebastián Mellino, Sebastián Parrota & Patricia Maldonado |
| 29                                                                                              | 14        | Folge 14        | Episodio 14   | Mauro Scandolari & Estela Cristiani | Sebastián Mellino, Sebastián Parrota & Patricia Maldonado |
| 30                                                                                              | 15        | Folge 15        | Episodio 15   | Mauro Scandolari & Estela Cristiani | Sebastián Mellino, Sebastián Parrota & Patricia Maldonado |
| Am 21. Juni 2019 wurden alle Folgen der zweiten und finalen Staffel bei Netflix veröffentlicht. |           |                 |               |                                     |                                                           |

## Auszeichnungen und Nominierungen
| Jahr | Auszeichnung               | Kategorie             | Für                                                                                      | Resultat  | Ref.  |
| ---- | -------------------------- | --------------------- | ---------------------------------------------------------------------------------------- | --------- | ----- |
| 2019 | Kids' Choice Awards México | Lieblingsserie        | GO! Sei du selbst                                                                        | Nominiert | [ 6 ] |
| 2019 | Produ Awards               | Beste Jugendserie     | GO! Sei du selbst                                                                        | Gewonnen  | [ 7 ] |
| 2019 | Produ Awards               | Bester Musikkomponist | Sebastián Mellino, Pablo Correa, Ariela Lafuente, Alejandro Vergara & Antonella Marcello | Nominiert | [ 7 ] |